# Saint Four
Saint Four (セイントフォー) est un groupe féminin de J-pop, actif en 1984 et 1985, composé de quatre idoles japonaises : Noriko, Saori, Yukie, et Yumiko, remarquées pour leurs acrobaties en trampoline lors de leurs concerts. Yumiko, une des premières megane idol (idole à lunette), est remplacée par Jun peu avant la fin du groupe. Alors que cette dernière ne sort aucun disque avec lui, c'est paradoxalement celle qui connait le plus de succès par la suite, sous son nom Junko Iwao, devenant une actrice de doublage d'anime (seiyū) reconnue, et enregistrant de nombreux disques en solo dans les années 1990. Les deux chanteuses principales, Noriko Hamada et Yukie Suzuki, forment brièvement le duo pop Pink Jaguar (ピンク・ジャガー) en 1988. Noriko Hamada mène ensuite une carrière d'actrice plus discrète, de même que Saori Iwama et Yumiko Itaya, cette dernière sortant aussi de nombreux photobooks et vidéos sexy dans les années 1990.

## Membres
- Noriko Hamada (ja:浜田範子, née le 22 février 1965), chanteuse principale; future Pink Jaguar, puis actrice.
- Saori Iwama (ja:岩間さおり, née le 7 juillet 1965),  future actrice.
- Yukie Suzuki (鈴木幸恵, née le 15 mai 1966), chanteuse principale; future Pink Jaguar.
- Yumiko Itaya (ja:板谷祐三子, née le 5 mars 1968), remplacée par Jun; future actrice, mannequin de charme.
- Jun Iwao (いわお潤, née le 18 février 1970), remplace Yumiko; future seiyū et chanteuse solo  sous le nom Junko Iwao (岩男潤子).

## Discographie

### Singles
- 不思議TOKYOシンデレラ (Fushigi Tokyo Cinderella) (1984.11.5)
- 太陽を抱きしめろ (1985.3.21)
- ハイッ!先生 (1985.7.21)
- ハートジャックWAR (Heart Jack War) (1985.9.21)

### Albums
- THE AUDITION (1984.11.21)
- 太陽を抱きしめろ (1985.5.21)
- We're SAINT FOUR -Saint Four III- (1985.9.21)

### Compilations
- The Best of Saint Four (1985.11.21)
- My Kore!Kushon Saint Four (2002.10.17)